# Tampere Open 2025
Il Tampere Open 2025 è stato un torneo maschile di tennis professionistico. È stata la 43ª edizione del torneo, facente parte della categoria Challenger 75 nell'ambito dell'ATP Challenger Tour 2025, con un montepremi di 91 000 €. Si è giocato dal 14 al 20 luglio 2025 sui campi in terra rossa del Tampere Tennis Center di Tampere, in Finlandia.

## Partecipanti

### Teste di serie
| Nazionalità | Giocatore                | Ranking* | Testa di serie |
| ----------- | ------------------------ | -------- | -------------- |
| Regno Unito | Jay Clarke               | 199      | 1              |
| Belgio      | Gauthier Onclin          | 200      | 2              |
| Spagna      | Daniel Rincón            | 202      | 3              |
| Kazakistan  | Dmitrij Popko            | 214      | 4              |
| Norvegia    | Viktor Durasovic         | 230      | 5              |
| Belgio      | Kimmer Coppejans         | 237      | 6              |
| Italia      | Federico Cinà            | 243      | 7              |
| Portogallo  | Frederico Ferreira Silva | 250      | 8              |

* Ranking al 14 luglio 2025.

### Altri partecipanti
I seguenti giocatori hanno ricevuto una wild card per il tabellone principale:
- Vesa Ahti
- Oskari Paldanius
- Eero Vasa

Il seguente giocatore è entrato in tabellone nell'ambito dello Junior Accelerator programme:
- Nicolai Budkov Kjær

Il seguente giocatore è entrato in tabellone nell'ambito del Next Gen Accelerator programme:
- Gilles-Arnaud Bailly

I seguenti giocatori sono entrati in tabellone come alternate:
- Daniel Michalski
- Sumit Nagal

I seguenti giocatori sono passati dalle qualificazioni:
- João Lucas Reis da Silva
- Thomas Faurel
- Hynek Bartoň
- Aristotelis Thanos
- Alex Molčan
- Nicolás Kicker

## Punti e montepremi
| Torneo    | Torneo              | V      | F     | SF    | QF    | 2T    | 1T  | Q | Q2  | Q1  |
| Singolare | Punti               | 75     | 44    | 22    | 12    | 6     | 0   | 4 | 2   | 0   |
| Singolare | Premi in denaro (€) | 12 980 | 7 620 | 4 550 | 2 635 | 1 535 | 950 | – | 360 | 185 |
| Doppio    | Punti               | 75     | 44    | 22    | 12    | –     | 0   | – | –   | –   |
| Doppio    | Premi in denaro (€) | 4 250  | 2 450 | 1 480 | 880   | –     | 500 | – | –   | –   |

## Campioni

### Singolare
Nicolai Budkov Kjær ha sconfitto in finale  Sascha Gueymard Wayenburg con il punteggio di 7–6(5), 6(2)–7, 6–2.

### Doppio
Christoph Negritu /  Vladyslav Orlov hanno sconfitto in finale  Mats Hermans /  Mick Veldheer con il punteggio di 7–5, 6–1.